# 사북고등학교
사북고등학교(舍北高等學校)는 대한민국 강원특별자치도 정선군 사북읍 사북리에 있는 공립 고등학교이다.

## 학교 연혁
- 1972년 12월 26일 : 6학급 설립인가
- 1973년 5월 6일 : 개교
- 2009년 11월 17일 : 기숙사(38명) 준공
- 2010년 12월 20일 : 기숙사(16명) 증축
- 2014년 3월 1일 : 학칙변경 보통과 6학급 인가
- 2022년 3월 2일 : 입학식 보통과 44명 입학
- 2023년 3월 1일 : 제27대 임흥수 교장 취임
- 2025년 1월 2일 : 제50회 졸업식(졸업생 41명, 총누계 6,020명)

## 참고 자료
- 사북고등학교 - 한국교육학술정보원 학교알리미